# Baron Milne

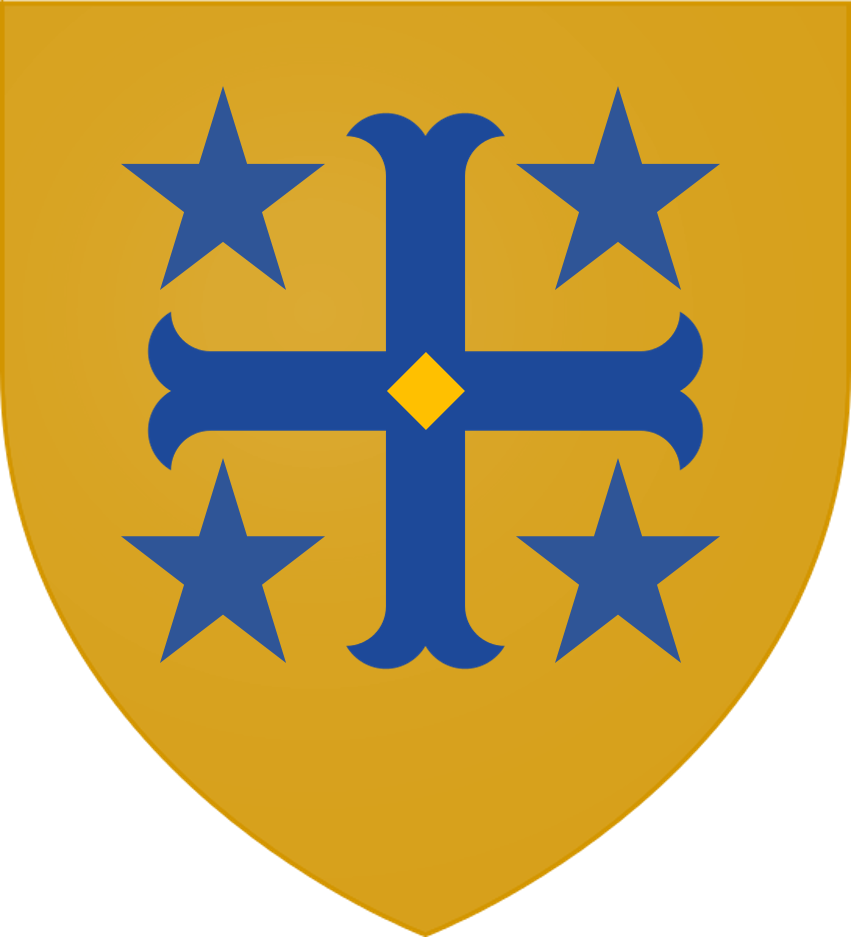
Wappen der Barone Milne

Baron Milne, of Salonika and of Rubislaw in the County of Aberdeen, ist ein erblicher britischer Adelstitel in der Peerage of the United Kingdom.

## Verleihung
Der Titel wurde am 26. Januar 1933 für Feldmarschall Sir George Milne geschaffen. Dieser war Befehlshaber der britischen Balkanarmee im Ersten Weltkrieg und später Chef des Imperialen Generalstabes gewesen.

## Liste der Barone Milne (1933)
- George Francis Milne, 1. Baron Milne (1866–1948)
- George Douglass Milne, 2. Baron Milne (1909–2005)
- George Alexander Milne, 3. Baron Milne (* 1941)

Voraussichtlicher Titelerbe (Heir Presumptive) ist der Bruder des aktuellen Titelinhabers, Hon. Iain Charles Luis Milne (* 1949).